# Antonauka (rejon orszański)
Antonauka (biał. Антонаўка; ros. Антоновка, Antonowka) – wieś na Białorusi, w obwodzie witebskim, w rejonie orszańskim, w sielsowiecie Babiniczy.
Miejscowość położona jest przy skrzyżowaniu drogi magistralnej M8 i głównej drogi wyjazdowej z Orszy w kierunku południowym.